# Enriqueta d'Este
Enriqueta d'Este o Enriqueta de Mòdena (Mòdena, Ducat de Mòdena, 1702 - Fidenza, 1777) fou una princesa de Mòdena que va esdevenir duquessa consort de Parma.

## Orígens familiars
Va néixer el 27 de maig de 1702 a la ciutat de Mòdena, capital del ducat del mateix nom, sent filla del duc Reinaldo III d'Este i Carlota Felicitat de Brunsvic-Lüneburg. Fou neta per línia paterna del també duc Francesc I d'Este i Lucrècia Barberini, i per línia materna de Joan Frederic de Brunsvic-Lüneburg i Benedicta del Palatinat-Simmern. Fou germana, així mateix, del duc Francesc III d'Este.

## Núpcies i descendents
Es casà el 5 de febrer de 1728 a la ciutat de Parma amb el seu parent, el duc Antoni I de Parma, per la qual cosa necessità dispensa papal. Antoni morí el gener de 1731 deixant com a hereu universal l'infant que Enriqueta esperava en aquells moments, si bé aquest fill no arribà a néixer mai, passant llavors els drets dinàstics del ducat de Parma a Isabel Farnese. Després de l'ocupació del ducat de Parma per part del Regne d'Espanya, Enriqueta s'establí a la ciutat de Colorno sota l'empara del seu pare.
Es casà en segones núpcies el 23 de març de 1740 a la ciutat de Piacenza amb Leopold de Hesse-Darmstadt. D'aquesta unió tampoc tingué fills.
Enriqueta morí el 30 de gener de 1777 a la població de San Donnino, situada prop de la ciutat de Fidenza.